# Lutte pour le changement
Lutte pour le changement (LUCHA) is een beweging met basis in Goma in het oosten van de Democratische republiek Congo die strijdt voor individuele vrijheden en mensenrechten.

## Geschiedenis
De beweging werd opgericht in 2012 om actie te voeren voor hervormingen op zowel lokaal als nationaal niveau.
Volgens Amnesty International werden verschillende leden gevangen gezet, waarvan sommige gedurende anderhalf jaar. Vertegenwoordigers van de beweging werden in augustus 2016 door Joseph Kabila ontvangen om verkiezingskwesties en het lot van de gevangen activisten te bespreken. Op 27 december 2016 werden 19 leden van Lucha vrijgelaten door de Congolese autoriteiten, 7 activisten bleven in hechtenis.

## Activiteiten
De activisten van LUCHA zijn aanwezig op sociale media en maken gebruik van instant messaging om hun acties te communiceren en coördineren. Ze organiseren demonstraties, waaronder sit-ins, om een beter beheer van de openbare diensten te eisen.
De beweging heeft geen juridisch statuut of leiding en komt samen in de publieke ruimte. Ze bestaat uit lokale cellen van 10 à 20 personen met een capaciteit om ongeveer 5000 personen te mobiliseren in 2016.

## Prijs en onderscheidingen
De beweging ontving in 2016 de prijs van Ambassadeur van het Geweten uitgereikt door Amnesty International.